# Teramo Calcio 2007-2008
Questa pagina raccoglie le informazioni riguardanti il Teramo Calcio nelle competizioni ufficiali della stagione 2007-2008.

## Rosa
| N. |                   | Ruolo | Calciatore             |
| -- | ----------------- | ----- | ---------------------- |
|    | Italia (bandiera) | P     | Emanuele Ameltonis     |
|    | Italia (bandiera) | C     | Fabio Andreulli        |
|    | Haiti (bandiera)  | A     | Bidre'ce Azor          |
|    | Italia (bandiera) | C     | Filippo Borgogni       |
|    | Italia (bandiera) | C     | Paolo Capodaglio       |
|    | Italia (bandiera) | D     | Pietro Cascone         |
|    | Italia (bandiera) | C     | Carmine Cerchia        |
|    | Italia (bandiera) | C     | Girolampo D'Alessandro |
|    | Italia (bandiera) | C     | Domenico Del Grande    |
|    | Italia (bandiera) | C     | Federico Di Fuzio      |
|    | Italia (bandiera) | D     | Luca Ergottino         |
|    | Italia (bandiera) | D     | Umberto Gardella       |

| N. |                     | Ruolo | Calciatore               |
| -- | ------------------- | ----- | ------------------------ |
|    | Italia (bandiera)   | D     | Matteo Mangoni           |
|    | Italia (bandiera)   | C     | Daniel Alfredo Margarita |
|    | Italia (bandiera)   | A     | Tommaso Marolda          |
|    | Italia (bandiera)   | A     | Matteo Momentè           |
|    | Italia (bandiera)   | A     | Gaetano Niscemi          |
|    | Italia (bandiera)   | P     | Emanuele Nordi           |
|    | Italia (bandiera)   | D     | Marco Paolacci           |
|    | Slovenia (bandiera) | C     | Marko Pokleda            |
|    | Italia (bandiera)   | D     | Francesco Priolo         |
|    | Italia (bandiera)   | D     | Alessandro Radi          |
|    | Italia (bandiera)   | C     | Simone Rughetti          |
|    | Italia (bandiera)   | D     | Gill Voria               |